# Худоліївська сільська рада (Чигиринський район)
Худолі́ївська сільська́ ра́да — адміністративно-територіальна одиниця та орган місцевого самоврядування в Чигиринському районі Черкаської області. Адміністративний центр — село Худоліївка.

## Загальні відомості
- Населення ради: 738 осіб (станом на 2001 рік)

## Населені пункти
Сільській раді підпорядковані населені пункти:
- с. Худоліївка

## Склад ради
Рада складається з 12 депутатів та голови.
- Голова ради: Златковський Роман Юрійович
- Секретар ради: Ліщенко Наталія Петрівна

### Керівний склад попередніх скликань
| Прізвище, ім'я, по батькові | Основні відомості                                                         | Дата обрання | Дата звільнення |
| --------------------------- | ------------------------------------------------------------------------- | ------------ | --------------- |
| Златковський Роман Юрійович | Сільський голова, 1980 року народження, освіта вища, безпартійний         | 26.03.2006   | 31.10.2010      |
| Златковський Роман Юрійович | Сільський голова, 1980 року народження, освіта вища, член Партії регіонів | 31.10.2010   |                 |

Примітка: таблиця складена за даними сайту Верховної Ради України

### Депутати
За результатами місцевих виборів 2010 року депутатами ради стали:

#### За суб'єктами висування
| Суб'єкт висування | Кількість обраних депутатів | %   |
| ----------------- | --------------------------- | --- |
| Самовисування     | 12                          | 100 |

#### За округами
| № округу | Прізвище, ім'я, по батькові    | Дата визнання обраним | Освіта  | Партійна приналежність | Відомості про обраного депутата                         |
| -------- | ------------------------------ | --------------------- | ------- | ---------------------- | ------------------------------------------------------- |
| 1        | Тарануха Ніна Іванівна         | 05.11.2010            | вища    | член Партії регіонів   | Худоліївська сільська рада, касир                       |
| 2        | Тарануха Меланія Григорівна    | 05.11.2010            | вища    | член Партії регіонів   | пенсіонер                                               |
| 3        | Лоян Алла Олексіївна           | 05.11.2010            | вища    | член Партії регіонів   | Худоліївське відділення зв'язку, начальник              |
| 4        | Білоножко Михайло Іванович     | 05.11.2010            | вища    | член Партії регіонів   | приватний підприємець                                   |
| 5        | Ліщенко Людмила Миколаївна     | 05.11.2010            | вища    | член Партії регіонів   | Худоліївський фельдшерсько-акушерський пункт, завідувач |
| 6        | Лихограй Володимир Миколайович | 05.11.2010            | вища    | член Партії регіонів   | приватний підприємець                                   |
| 7        | Мішкова Наталія Василівна      | 05.11.2010            | вища    | член Партії регіонів   | пенсіонер                                               |
| 8        | Білоножко Іван Миколайович     | 05.11.2010            | вища    | член Партії регіонів   | ФОП Іщенко О. М., електрик                              |
| 9        | Пальонна Яніна Володимирівна   | 05.11.2010            | вища    | член Партії регіонів   | пенсіонер                                               |
| 10       | Білоножко Тетяна Олексіївна    | 05.11.2010            | вища    | член Партії регіонів   | Медведівська сільська рада, головний бухгалтер          |
| 11       | Ліщенко Наталія Петрівна       | 05.11.2010            | вища    | член Партії регіонів   | Худоліївська сільська рада, секретар                    |
| 12       | Квак Олександр Миколайович     | 05.11.2010            | середня | член Партії регіонів   | Худяцька птахофабрика, оператор                         |

## Природно-заповідний фонд
На землях сільради розташовано гідрологічний заказник місцевого значення Старотясминський.